# Albiztur
Albiztur en basque ou Albístur en espagnol est une commune du Guipuscoa dans la communauté autonome du Pays basque en Espagne.

## Géographie
Ce village se situe dans le centre géographique de la province du Guipuscoa, à 31 km de la capitale provinciale Saint-Sébastien et à 6,5 km de Tolosa, le début de la comarque.
Il occupe le début de la petite et profonde vallée de Salubita, créée par la rivière Igaran, un affluent de l'Oria. La partie nord du territoire municipal est délimité par les flancs du mont Ernio et celle du sud par les pentes de la montagne Intxurre.
Le noyau d'Albiztur se trouve sur un fond plat de cette vallée qui est de nature karstique.
Le territoire est bordé par Alkiza au nord, Tolosa et Legorreta à l'est et Bidania-Goiatz et Beizama à l'ouest.

## Personnalités liées à la commune
- Juanito Muguerza Yriarte (1850-?) : prêtre qui exerça à Artadi, à la formidable stature physique. Palankari dans sa jeunesse. Cité par divers auteurs comme un grand ami et confident du curé Santa Cruz[2] durant la Troisième Guerre carliste.
- Anjel Mari Peñagarikano (né en 1957) : bertsolari (poète improvisateur) connu. Champion du Guipuscoa en 1991 et plusieurs fois finaliste du championnat du Pays basque.

### Sources
- (es) Cet article est partiellement ou en totalité issu de l’article de Wikipédia en espagnol intitulé « Albístur » (voir la liste des auteurs).